# 덕수궁길
덕수궁길(德壽宮길, Deoksugung-gil)은 서울특별시 중구 정동 5-1에서 종로구 신문로1가 20-3까지를 잇는 도로이다. 덕수궁의 둘레에 있는 돌담 밖에 있어 덕수궁 돌담길(德壽宮돌담길)로도 잘 알려졌으며, 정동길과 함께 서울 도심의 대표적 산책길로 꼽힌다. 기존에 있던 도로를 보행자 중심의 도로로 재정비하고, 보행자를 위해 보도와 차도 공존도로 및 가로공간인 녹도의 개념을 복합적으로 도입한 대한민국 최초의 사례이다. 느티나무 외 2종 130주 식재와 평의자 20개가 설치되었다. 덕수궁 돌담길의 총 길이는 900m이다. 덕수궁 돌담길은 한국관광공사 야간관광 100선으로 선정되기도 했다.

## 전해오는 이야기
덕수궁 돌담길에는 사랑하는 두 남녀가 함께 걸으면 오래지 않아 헤어지게 된다는 전설이 있다. 덕수궁을 지나면 과거에 서울가정법원이 있었다는 사실을 가지고 이 전설을 해석하기도 한다. 연인이 가정법원에 가기 위해서는 덕수궁 돌담길을 지나가야 했기 때문에, '덕수궁 돌담길을 걸어가면 이혼한다.'는 말이 성립되어 이런 전설이 생긴 것으로 볼 수 있다는 것이다.

## 주요 경유지
서울특별시
- 종로구 (신문로1가)
- 중구 (정동)

## 노선
| 교차로                              | 접속 노선                                     | 소재지                              | 소재지                              | 비고                                |
| 서울특별시도 제49호선 소공로와 직결 | 서울특별시도 제49호선 소공로와 직결           | 서울특별시도 제49호선 소공로와 직결 | 서울특별시도 제49호선 소공로와 직결 | 서울특별시도 제49호선 소공로와 직결 |
| ----------------------------------- | --------------------------------------------- | ----------------------------------- | ----------------------------------- | ----------------------------------- |
| 시청                                | 서울특별시도 제24호선 · 제49호선 세종대로     | 중구                                | 소공동                              |                                     |
| 시청                                | 서울특별시도 제49호선 소공로                  | 중구                                | 소공동                              |                                     |
|                                     | 서소문로11길                                  | 중구                                | 소공동                              | 교차로 이름 없음                    |
| 정동길                              |                                               | 중구                                | 소공동                              | 교차로 이름 없음                    |
|                                     | 새문안로2길                                   | 종로구                              | 사직동                              | 교차로 이름 없음                    |
|                                     | 국도 제6호선 · 서울특별시도 제51호선 새문안로 | 종로구                              | 사직동                              | 교차로 이름 없음                    |

## 주요 건물 및 시설
- 서울특별시청 서소문청사 (서울특별시 중구 덕수궁길 15)
- 서울특별시의회 별관 (서울특별시 중구 덕수궁길 15)
- 서울시립미술관 (서울특별시 중구 덕수궁길 61)
- 구세군 대한본영 중앙회관 (서울특별시 중구 덕수궁길 130)
- 서울덕수초등학교 (서울특별시 중구 덕수궁길 140)